# Ермело
Ермело (нід. Ermelo, нід. вимова: [ˈɛrməloː] ( прослухати)) — місто і муніципалітет у Нідерландах, у провінції Гелдерланд.
Перша згадка про місто датується 855-им роком, коли воно фігурує у документі як Ірмінло (нід. Irminlo). Протягом тривалого часу поселення було невиликим і складалося лише з декількох ферм. Його прискорений розвиток був пов'язаний із будівництвом дороги у 1830 році та залізниці пізніше у тому ж 19-му сторіччі.

## Галерея

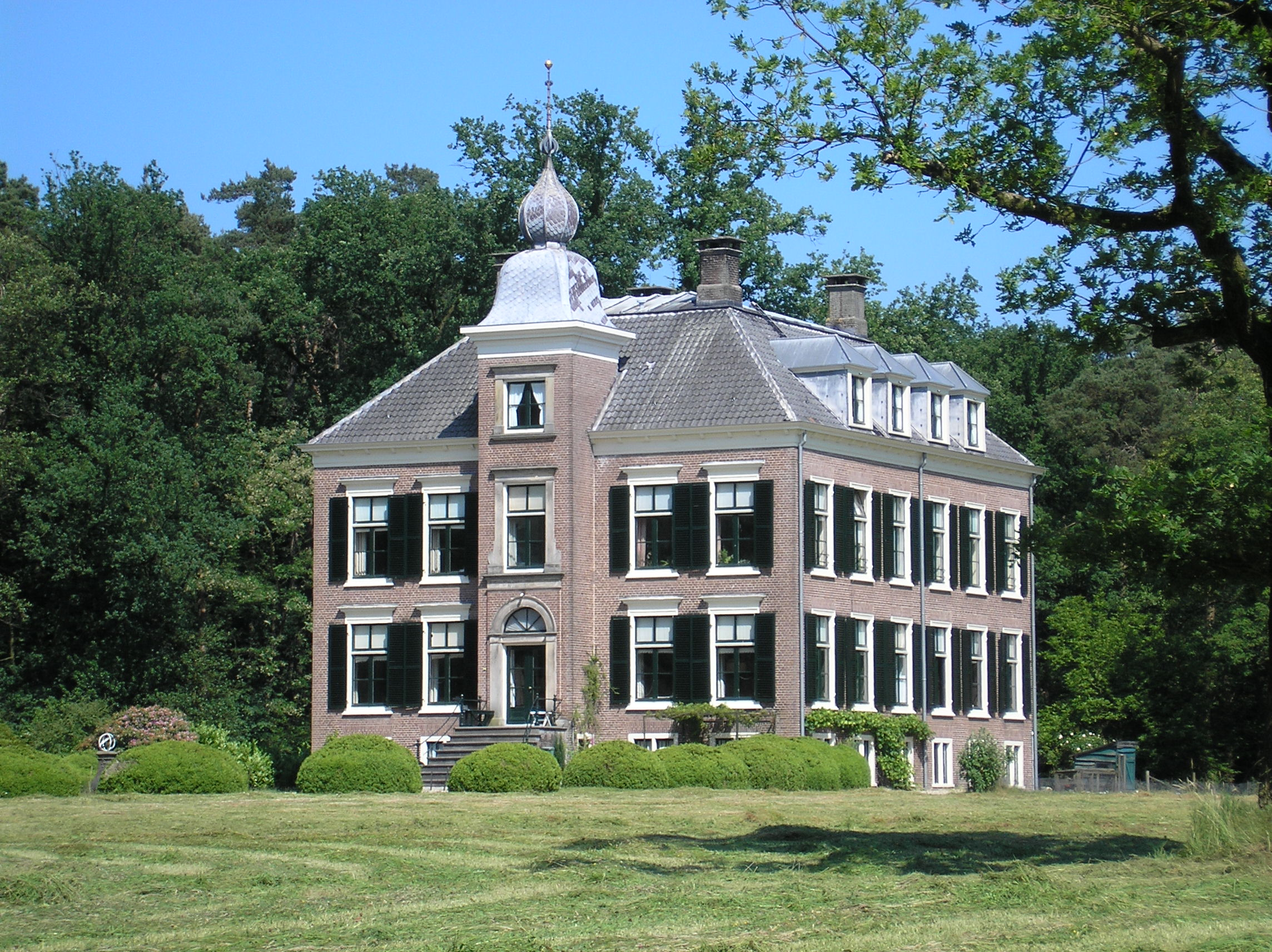
Маєток Huis te Leuvenum
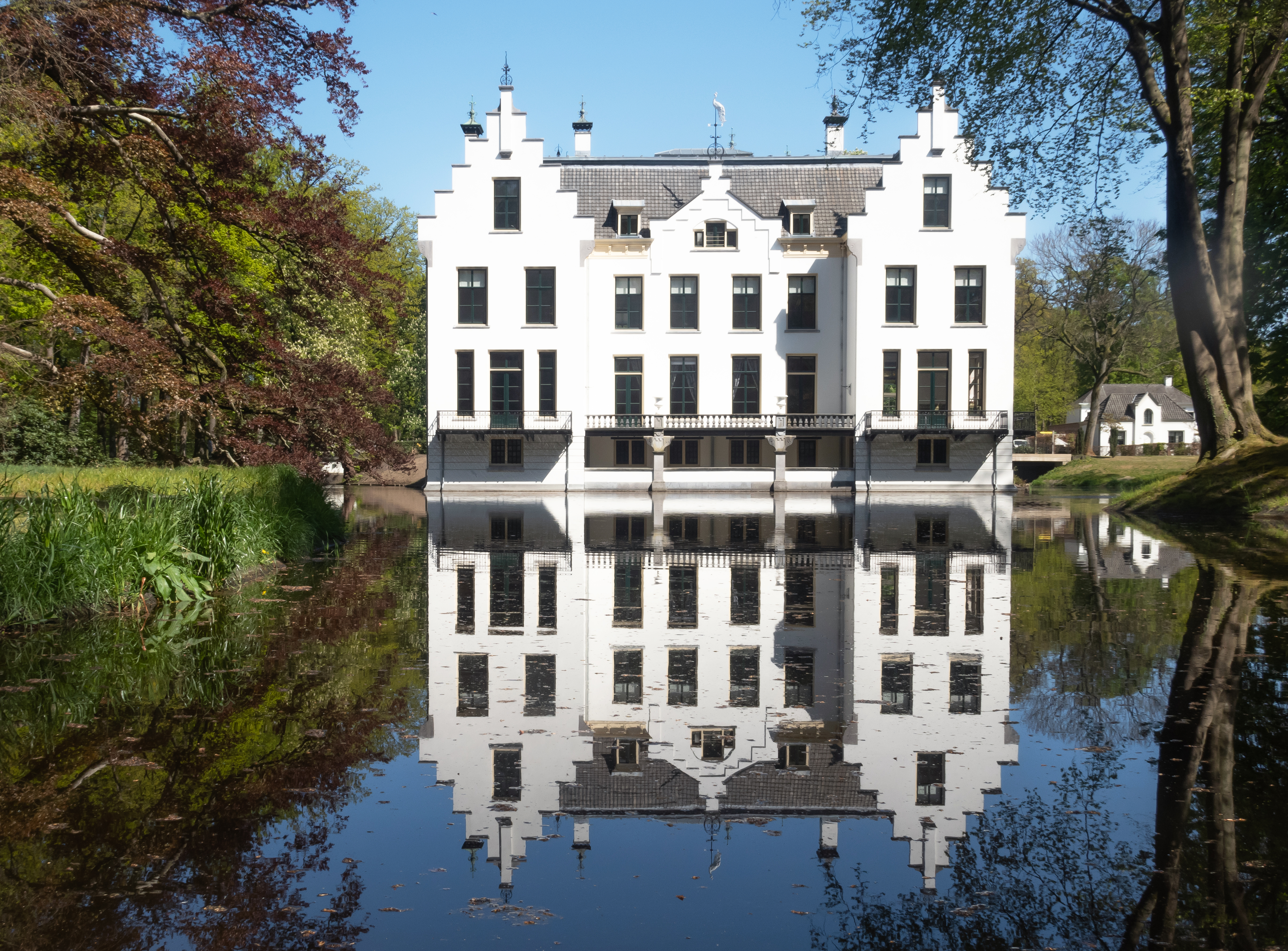
Замок Ставерден
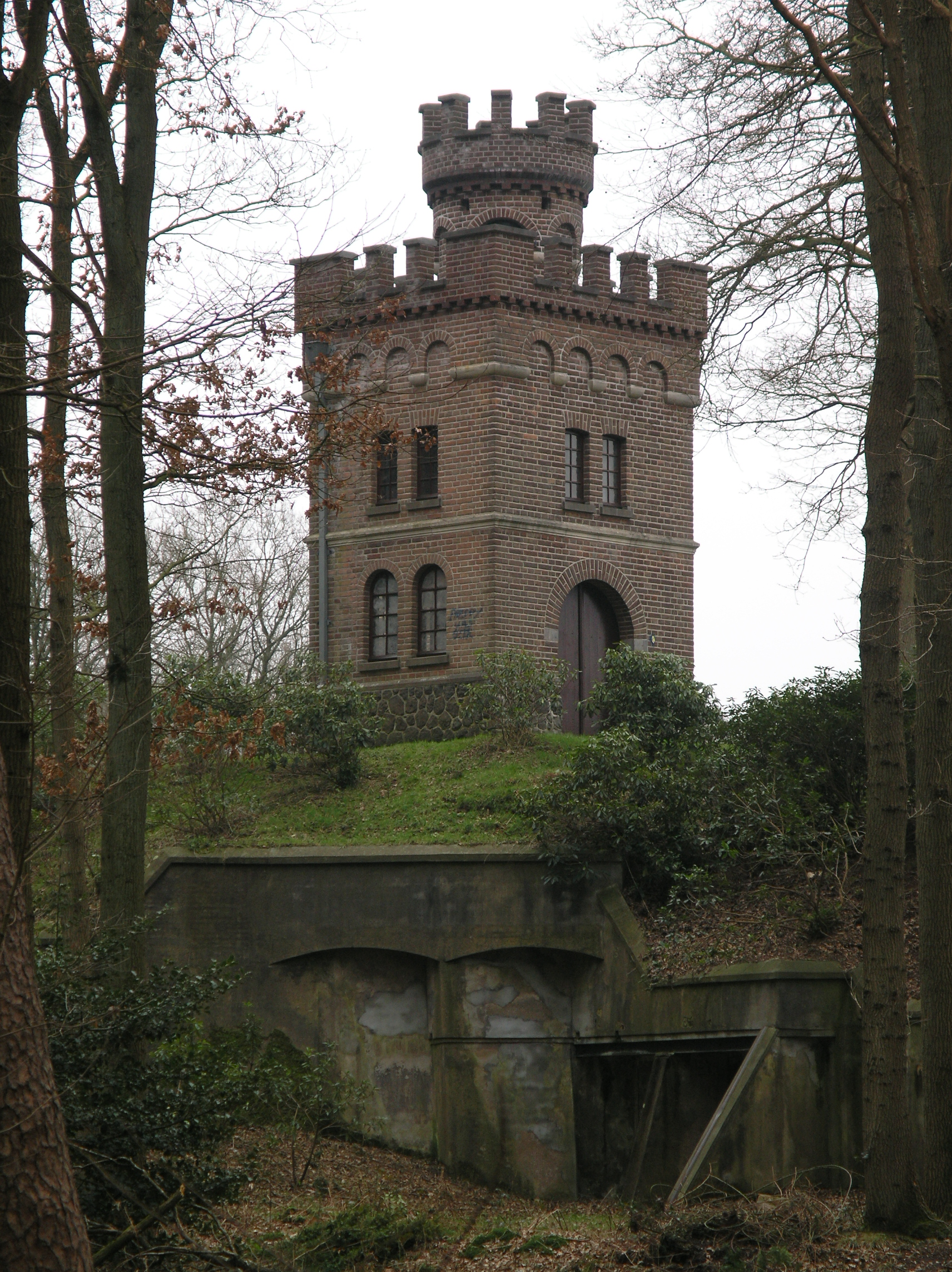
Водонапірна вежа
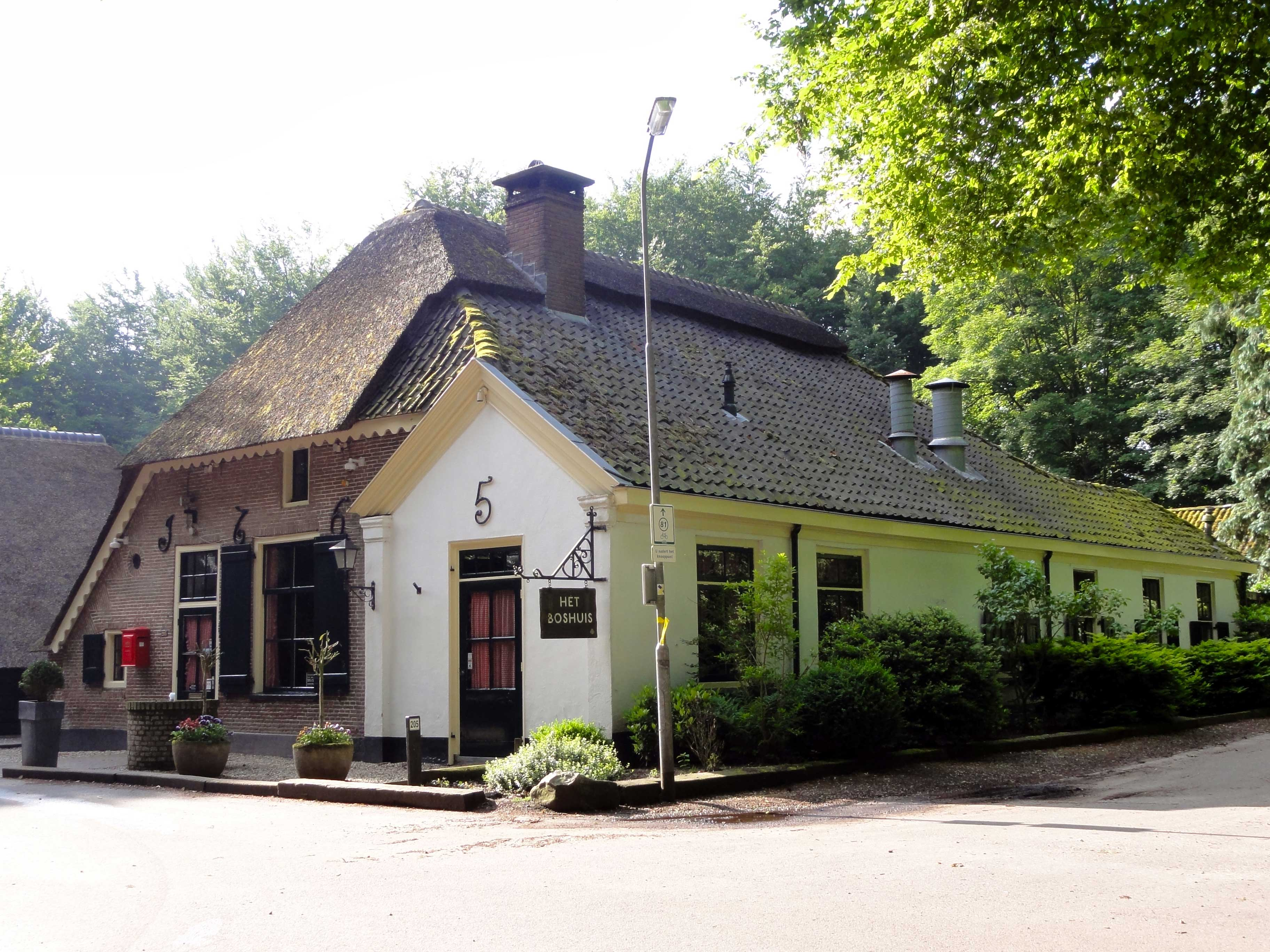